# Jilma (délégation)
Jilma est une délégation tunisienne dépendant du gouvernorat de Sidi Bouzid.
En 2004, elle compte 36 861 habitants dont 17 868 hommes et 18 993 femmes répartis dans 6 354 ménages et 6 665 logements.